# Michael Horton (Filmeditor)
Michael J. „Mike“ Horton (* in Lower Hutt) ist ein neuseeländischer Filmeditor. Er wurde 2002 für den Filmschnitt von Der Herr der Ringe: Die zwei Türme für den Academy Award nominiert.

## Leben und Werk
Horton wurde im neuseeländischen Lower Hutt geboren. Er besuchte das Saint Patricks College in Wellington. Mitte der 1960er Jahre begann er als Editor bei der New Zealand Broadcasting Corporation zu arbeiten. Er begann in den 1970ern mit Geoff Murphy ZU arbeiten. 1980 zeichnete er für den Filmschnitt des Actiondramas Mach’s gut, Pork Pie verantwortlich, der in Neuseeland kommerziell sehr erfolgreich war und ein wichtiger Anstoß für die Entwicklung des neuseeländischen Kinos war. Horton arbeitete mit Murphy an zwei weiteren erfolgreichen Filmprojekten der 1980er, bevor Murphy in die USA ging. Nach Murphys Rückkehr nach Neuseeland arbeiteten die beiden an Spooked (2004) zusammen.

## Filmografie (Auswahl)
- 1971: The Killing of Kane (Fernsehfilm)
- 1979: Middle Age Spread
- 1980: Mach’s gut, Pork Pie (Goodbye Pork Pie)
- 1980: Ohne jeden Zweifel (Beyond Reasonable Doubt)
- 1980: Nutcase
- 1981: Smash Palace – Keine Chance für Al (Smash Palace)
- 1982: Der Kampfkoloß (Warlords of the 21st Century)
- 1982: Carry Me Back
- 1983: Utu
- 1984: Heart of the Stag
- 1984: Iris (Fernsehfilm)
- 1985: Sylvia
- 1985: Quiet Earth – Das letzte Experiment (The Quiet Earth)
- 1985: Hot Target – Eiskalt ohne Gnade (Hot Target)
- 1985: Dangerous Orphans
- 1986: Dog von der Stinkfußfarm (Footrot Flats: The Dog’s Tale)
- 1987: Hotel unter Sternen (Starlight Hotel)
- 1989: A Soldier’s Tale
- 1991: Zandalee – Das sechste Gebot (Zandalee)
- 1991: Das Ende des goldenen Sommers (The End of the Golden Weather)
- 1991: The Sound and the Silence (Fernsehfilm)
- 1991: Old Scores
- 1994: Die letzte Kriegerin (Once Were Warriors)
- 1995: Neuseeland: Kino der Unruhe (Cinema of Unease: A Personal Journey by Sam Neill)
- 1995: Forgotten Silver
- 1995: Der Flug des Albatros (Flight of the Albatross)
- 1995: Saving Grace
- 1999: What Becomes of the Broken Hearted?
- 2002: Der Herr der Ringe: Die Zwei Türme (The Lord of the Rings: The Two Towers)
- 2004: Spooked
- 2006: Summer Love
- 2008: Second Hand Wedding
- 2009: Separation City – Stadt der Untreuen (Separation City)
- 2012: Weekend Graffiti (Kurzfilm)
- 2012: A Bend in the Road (Kurzfilm)
- 2016: Mahana – Eine Maori-Saga (Mahana)
- 2018: Border Politics (Dokumentarfilm)